# Försvarsförbundet
Försvarsförbundet är ett svenskt fackförbund inom TCO för anställda inom Försvarsmakten, FMV, FRA, Rekryteringsmyndigheten, Försvarshögskolan samt Fortifikationsverket. Förbundet grundades 1919 som Försvarets civila tjänstemannaförbund FCTF. Förbundet organiserar omkring 5 000 medlemmar (2010). År 2001 byte man namn till Försvarsförbundet.

## Historia
Marinens civila tjänstemannaförening - MCTF
Marinen var det område inom försvaret där föreningar för civila tjänstemän först bildades.
- 1911 startade Ingenjörsdepartementets förmanssällskap i Karlskrona, från 1914 Flottans varvs verkmästareförening i Karlskrona. Snart tillkom Örlogsvarvets kontoristsällskap i Karlskrona, som splittrades 1920 i två föreningar då den dagavlönde personalen bildade Örlogsvarvets kontoristförening i Karlskrona. Föreningarna upphörde emellertid 1927 respektive 1923. Ytterligare en förening bildades i Karlskrona, nämligen Örlogsvarvets tekniska kontorspersonals förening från 1919. År 1920 hade således Karlskrona fyra olika föreningar för civila tjänstemän inom försvaret.
- 1916 bildades vid Stockholms örlogsvarv efter kontakter med Karlskrona 1916 Flottans verkmästareförening i Stockholm, som 1918 namnändrades till Flottans civila tjänstemannaförening.
- 1917 tillkom i Stockholm Flottans förmansförening och Flottans kontoristsällskap vid Flottans varv i Stockholm. Därmed fanns tre föreningar i Stockholm och fyra i Karlskrona, inalles sju föreningar för civila tjänstemän inom försvaret.
- 1919 ledde påstötningar till att ett förbund bildades av de olika avdelningarna och Marinens civila tjänstemannaförening - MCTF bildades. Den var från början en paraplyorganisation där grundarna, samtliga fyra föreningar i Karlskrona och Flottans Civila Tjänstemannaförening i Stockholm, ingick som självständiga föreningar.
- 1927 omorganiserades förbundet. Föreningarna upphörde och slogs samman till en avdelning i Karlskrona och en i Stockholm.

Arméns civila tjänstemannaförening - ACTF
- 1927 bildades Arméns civila tjänstemannaförening - ACTF på initiativ av tjänstemän vid Stockholms tygstation och ammunitionsfabriken i Marieberg vid ett konstituerande möte, där även representanter från Gevärsfaktoriet i Eskilstuna, Åkers Krutbruk och Karlsborgs tygstation deltog. Ursprungligen organiserade ACTF endast kontorspersonal och teknisk ritpersonal och först senare erhöll bl. a förrådsmän rätt att inträda. Fram till 1937 var föreningen dessutom stängd för kvinnor.

Försvarets civila tjänstemannaförbund - FCTF
- 1936 bildades Försvarets civila tjänstemannaförbund - FCTF  genom ett samgående av Arméns civila tjänstemannaförening - ACTF, Marinens civila tjänstemannaförening - MCTF och Flygvapnets civila tjänstemannaförening - FvCTF. Hugo Lind utsågs till ordförande. Fram till 1942 fungerade FCTF som en paraplyorganisation för de tre konstituerande föreningarna.
- 1943 kunde efter flera års diskussioner de tre grundarföreningarna avvecklas.

## Förbundet idag
Förbundet organiserar anställda inom försvarsdepartementets verksamhetsområde och har medlemmar inom bl.a. Försvarsmakten, Försvarets materielverk, FRA, Fortifikationsverket, Försvarshögskolan och Rekryteringsmyndigheten Medlemstidningen Försvarbart utkommer med fyra nummer per år och ges ut i en upplaga om 4900 exemplar.

### Webbkällor
TAM-arkiv